# Tuulevälja
Tuulevälja is een plaats in de Estlandse gemeente Rae, provincie Harjumaa. De plaats heeft de status van dorp (Estisch: küla).

## Bevolking
Het dorp had 55 inwoners op 31 december 2011 en 52 inwoners op 31 december 2021.

## Ligging
Langs de noordgrens van het dorp loopt de spoorlijn Tallinn - Narva, die hier geen station heeft. Langs de zuid- en westgrens loopt het riviertje Leiva, dat op de grens tussen Tuulevälja en Lagedi uitkomt op de Pirita.